# Kleine Neuguinea-Wasserratte
Die Kleine Neuguinea-Wasserratte (Leptomys paulus) ist ein Nagetier in der Unterfamilie der Altweltmäuse, das auf Neuguinea vorkommt.

## Merkmale
Wie der deutsche Name andeutet, ist die Art mit einer Kopf-Rumpf-Länge von 117 bis 132 mm, einer Schwanzlänge von 138 bis 163 mm und einem Gewicht von 34 bis 52 g, der kleinste Vertreter der Gattung Neuguinea-Wasserratten. Sie hat 31 bis 36 mm lange Hinterfüße und 18 bis 23 mm lange Ohren. Das Fell ist, wie bei anderen Gattungsmitgliedern kurz und dicht sowie seidig. Auf der Oberseite besteht das Fell aus graubraunen bis orangebraunen Haaren, wobei einzelne Deckhaare schwarze Spitzen besitzen, die selten sichtbar sind. Die Unterseite ist mit cremefarbenem bis weißem Fell bedeckt. Der Kopf ist durch die spitze Schnauze und durch lange Vibrissen gekennzeichnet, die bis hinter die Ohren reichen, wenn sie zurückgebogen werden. Die Hinterfüße besitzen eine weiße Oberseite und eine Kralle an jeder Zehe. Die Kleine Neuguinea-Wasserratte hat einen schmalen, beschuppten Schwanz, wobei jede Schuppe mit drei kurzen Haaren ausgerüstet ist.
Das Zahnschmelz der oberen Schneidezähne ist orange, während die nach vorn gerichteten, unteren Schneidezähne gelbes Zahnschmelz besitzen. Neben der Größe, weicht die Art in Details der Schädelkonstruktion und des Gebisses von anderen Gattungsmitgliedern ab.

## Verbreitung
Die Art lebt in verschiedenen Gebirgen in Papua-Neuguinea. Sie kommt in Regionen vor, die auf 1240 bis 1540 Meter Höhe liegen. Die Kleine Neuguinea-Wasserratte hält sich in tropischen Regenwäldern auf.

## Lebensweise
Die untersuchten Exemplare wurden mit Hilfe von Fallen gefangen, die Käferlarven als Köder enthielten. Da Weibchen zwei Paar Zitzen besitzen, wird angenommen, dass ein Wurf aus wenigen Nachkommen besteht. Zwei gefangene Weibchen waren mit einem bzw. zwei Embryos trächtig. Die Art legt einfache unterirdische Baue an, die aus einem Tunnel und einer Kammer bestehen, die etwa einen Meter unter der Oberfläche liegt. In den Nestern konnten einzelne Exemplare, Weibchen mit Nachkommen und kleine Familien registriert werden.

## Bedrohung
Mögliche Gefährdungen und die Bestandsgröße sind unbekannt. Die Kleine Neuguinea-Wasserratte wird von der IUCN mit ungenügende Datenlage (Data Deficient) gelistet.